# Verner von Heidenstam
Carl Gustaf Verner von Heidenstam (6 tháng 7 năm 1859 – 20 tháng 5 năm 1940) là nhà thơ, nhà văn Thụy Điển đoạt giải Nobel Văn học năm 1916. Heidenstam được coi là một đại diện xuất sắc của thời đại mới trong văn học Thụy Điển và thế giới.

## Tiểu sử
Carl Gustaf Verner von Heidenstam sinh ở Olshammar, trong một gia đình quý tộc lâu đời và giàu có ở miền Nam Thụy Điển, từ nhỏ học ở quê, sau lên học tại một trường đặc biệt dành riêng cho con trai ở Stockholm. Năm 17 tuổi, tình trạng sức khỏe yếu khiến ông phải nghỉ học, theo cha đi du lịch vùng Cận Đông và Hy Lạp để dưỡng sức. Chính trong thời gian này, ông bắt đầu sáng tác văn học, tuy nhiên những tác phẩm đầu tiên chưa có gì đặc sắc. Năm 1887, sau nhiều năm sống ở Paris, Roma, Thụy Sĩ..., ông trở về Thụy Điển và xuất bản tập thơ đầu tiên của mình Vallfart och vandringsår (Cuộc hành hương và những năm du ngoạn). Năm 1889 tập sách mỏng Renässans (Phục hưng) ra đời, có thể coi đây là bản tuyên ngôn nghệ thuật của ông, phê phán chủ nghĩa tự nhiên, kêu gọi sáng tác theo định hướng thẩm mĩ mới dựa trên trí tưởng tượng phong phú, cảm xúc sôi động và chủ nghĩa hiện thực táo bạo.
Thơ văn Heidenstam trong những năm cuối thế kỉ 19 có ảnh hưởng lớn đến nền văn học Thụy Điển, mở ra một phong cách mới. Hai tập Dikter (Thơ, 1985) và Nya dikter (Thơ mới, 1915) là những tác phẩm thơ tiêu biểu nhất của ông. Một mảng quan trọng trong sáng tác của Heidenstam là đề tài lịch sử nước Thụy Điển, mà nổi tiếng nhất là tập truyện Karolinerna (Các cận thần của vua), rồi đến các tiểu thuyết Heliga Birgittas pilgrimsfärd (Cuộc hành hương của nữ thánh Birgitta, 1901), Svenskarna och deras hövdingar (Người Thụy Điển và các thủ lĩnh, 1910)...
Năm 1916 Heidenstam được trao giải Nobel với tư cách là "ngôi sao sáng nhất trong chòm sao các nghệ sĩ độc đáo đã làm hồi sinh nền thơ ca Thụy Điển cuối thế kỉ vừa đi qua". Từ sau giải Nobel, Heidenstam không xuất bản thêm tập sách mới nào (ngoại trừ tập hồi ký Khi hoa dẻ nở được in năm 1941, sau khi ông mất); ông mua một ngôi nhà bên bờ hồ Vettern quê ông và sống thanh bình ở đó cho đến cuối đời và mất ở tuổi 80.

## Tác phẩm
- Vallfart och vandringsår (Cuộc hành hương và những năm du ngoạn, 1888), tập thơ
- Från Col di Tenda till Blocksberg (Từ Col di Tenda tới Blocksberg, 1888), ký sự
- Renässans (Phục hưng, 1889), tuyên ngôn văn học
- Endymion (1889), tiểu thuyết
- Pepitas bröllop (Đám cưới của Pepitas, 1890), tập thơ
- Hans Alienus (1892), tiểu thuyết bằng thơ và văn xuôi
- Dikter (Thơ, 1895)
- Karolinerna (Các cận thần của vua, 1897-1898), tập truyện
- Tankar och teckningar (Tư tưởng và ghi chép, 1899), bài giảng
- Sankt Göran och draken (Thánh Gogan và con rồng, 1900)
- Heliga Birgittas pilgrimsfärd (Cuộc hành hương của nữ thánh Birgitta, 1901), tiểu thuyết
- Ett folk (Một người, 1902), tập thơ
- Skogen susar (Lời thì thầm của rừng, 1904), truyện ngắn
- Folkungs Trädet (Cây phả hệ của dòng họ Folkungs, 1905-1907), tiểu thuyết 2 tập
- Folke filbyter and Bjälboarvet (Gia sản của dòng họ Bjaibo, 1905-1907), tập thơ
- Svenskarna och deras hövdingar (Người Thụy Điển và các thủ lĩnh, 1908-1910), trường ca văn xuôi, 2 tập
- Dagar och händelser (Ngày và các sự kiện, 1909), bài giảng lịch sử
- Nya dikter (Thơ mới, 1915), tập thơ
- Nar kastanjerna blommade (Mùa hoa dẻ nở, 1941), hồi ký